# Numero di Knudsen
Il numero di Knudsen (Kn) è un gruppo adimensionale, utilizzato in diversi campi della chimica e della fisica, definito come il rapporto tra il cammino libero medio molecolare λ e una lunghezza caratteristica (L) del fenomeno fisico osservato. Il nome deriva dal fisico danese Martin Knudsen (1871 - 1949).

## Definizione matematica
Può essere definito come:
{\displaystyle \mathrm {Kn} ={\frac {\lambda }{L}}={\frac {k_{B}T}{{\sqrt {2}}\pi \sigma ^{2}PL}}}
in cui:
- T è la temperatura del sistema (in kelvin);
- kB è la costante di Boltzmann;
- P è la pressione del sistema (in pascal);
- σ è il diametro delle particelle (in metri).

Può inoltre essere ricavato come rapporto dei numeri di Mach e Reynolds.

## Interpretazione fisica
A seconda del valore del numero di Knudsen si identificano 3 diversi regimi di flusso:
- flusso viscoso: Kn < 0,01
- regime molecolare: Kn > 1
- regime di transizione: 0,01 < Kn < 1

## Applicazioni
Il numero di Knudsen viene usato, in particolare in fluidodinamica, per definire il campo di validità dell'ipotesi del continuo nel fluido e quindi l'applicabilità delle equazioni di Navier-Stokes. Problemi per cui tale numero risulta essere di ordine di grandezza unitario o superiore non possono essere studiati con queste leggi.
Un esempio di applicazione si ha nel trasporto di materia all'interno di solidi porosi, per esempio nel processo di adsorbimento su catalizzatori eterogenei: nel caso in cui il cammino libero medio di una molecola di soluto sia comparabile con il diametro dei pori del catalizzatore, infatti la diffusività di materia viene determinata in maniera differente rispetto al caso in cui i pori del catalizzatore hanno una larghezza molto maggiore della molecola di soluto.
Nei sistemi da vuoto ha una grande importanza il numero di Knudsen, in quanto le pompe da vuoto
sono completamente diverse tra il regime viscoso e quello molecolare.